# Maria Jesús Lleonart
Maria Jesús Lleonart és una actriu catalana de doblatge, televisió i teatre, a més de directora de doblatge.
Formada a l'Institut del Teatre i a l'Escola d'Art Dramàtic Adrià Gual, va començar la trajectòria del doblatge contractada durant tres anys a l'estudi La Voz de España. Ha doblat habitualment actrius com Michelle Pfeiffer (en les pel·lícules Els fabulosos Baker Boys, La casa Rússia, El retorn de Batman com a Catwoman i L'edat de la innocència), Sissy Spacek (a The ring 2 i Com a casa, enlloc), Goldie Hawn, Judy Davis i Emily Watson. A més, va posar la veu a Faye Dunaway com la Bonnie Parker de Bonnie i Clyde, Maria Schneider a L'últim tango a París, Janet Leigh a Psicosi, Tracey Ullman a Lladres d'estar per casa i Frances McDormand a Fargo.
A banda, va participar en els doblatges en català de les sèries Dallas (en el personatge de Lucy Swing interpretat per Charlene Tilton), Breaking Bad (Skyler White, interpretada per Anna Gunn) i Gent del barri.